# Academia Militar (Portugal)
A Academia Militar (AM) MHA • MHSE • GCIH • MHIP • MHC é um estabelecimento de ensino superior público universitário militar, responsável pela formação dos oficiais do Exército Português e da Guarda Nacional Republicana. Disponibiliza ainda, outros ciclos de estudos abertos à sociedade civil.
A sede da AM é em Lisboa, no Palácio da Bemposta (também conhecido como "Paço da Rainha" ou "Quartel de Gomes Freire"). Para além da sede, a AM tem também um pólo na cidade da Amadora.

## História

### Antecedentes
A atual Academia Militar tem o seu antecedente mais remoto na escola militar criada em 1525, pelo duque D. Teodósio I de Bragança, junto à sua corte em Vila Viçosa.
Na sequência da Restauração da Independência e no contexto da Guerra da Restauração que se lhe seguiu, o Rei D. João IV, por Decreto de 13 de maio de 1641, manda criar a Lição de Artilharia e Esquadria. Esta Lição instalou-se junto ao Paço da Ribeira, tendo sido dirigida pelo engenheiro militar Luís Serrão Pimentel e focando-se no ensino de artilharia.
Em 1647, é criada a Aula de Fortificação e Arquitetura Militar, onde se ensina matemática, fortificação e castrametação (arte de escolher terrenos para a montagem de acampamentos), mantendo-se instalada no Paço da Ribeira.
Ao longo da segunda metade do século XVII, são criadas aulas militares em diversas localidades do Ultramar Português, nomeadamente na Índia, no Brasil e em Angola.
A Aula de Fortificação e Arquitetura Militar é transformada na Academia Militar da Corte, no início do século XVIII. Paralelamente a esta Academia, em 1701, o Rei D. Pedro II manda criar a Academia Militar da Praça de Viana (atual Viana do Castelo). Em 1732, são também criadas as academias militares da Praça de Elvas e da Praça de Almeida.
Em 1779, é criada a Academia Real da Marinha, uma escola de ensino superior de ciências matemáticas e de navegação. Ao mesmo tempo, são encerradas a Academia Militar da Corte e as academias militares provinciais (Viana, Almeida e Elvas). A Academia Real da Marinha ministrava o curso matemático dos oficiais engenheiros, destinado à preparação científica dos aspirantes a oficiais engenheiros, antes de frequentarem uma escola especializada em engenharia e fortificação. Esta escola só viria, no entanto, a ser criada em 1790, sob a forma da Academia Real de Fortificação, Artilharia e Desenho.

### Academia Real de Fortificação, Artilharia e Desenho
A Academia Real de Fortificação, Artilharia e Desenho (ARFAD), criada em 2 de Janeiro de 1790, por D. Maria I,  é considerada como a “primeira escola de ensino superior militar de formação de oficiais do Exército em Portugal”. Tinha como objetivo principal formar oficiais engenheiros militares, mas também o de formar oficiais de outras armas do Exército. A existência de uma escola de engenharia militar, onde os aspirantes a oficiais engenheiros completassem os estudos científicos preparatórios da Academia Real da Marinha, já tinha sido prevista quando da criação desta em 1779.
A ARFAD ministrava um curso militar de quatro anos, sendo que os candidatos a oficiais engenheiros e de artilharia tinham que completar a totalidade do curso, enquanto que aos candidatos a oficiais de infantaria e de cavalaria bastavam os três primeiros anos.
A admissão à ARFAD obrigava à habilitação com os dois primeiros anos do curso matemático da Academia Real da Marinha para os candidatos a oficiais engenheiros e de artilharia ou apenas à habilitação com o primeiro ano para os candidatos a oficiais de infantaria e de artilharia.
Inicialmente, a ARFAD ficou instalada no edifício do Arsenal Real do Exército, depois transitando sucessivamente para o Palácio da Regência, para o Palácio do Calhariz e, finalmente, para o edifício do antigo Colégio da Cotovia, que partilhou com o Real Colégio dos Nobres e com a Academia Real da Marinha.

### Escola do Exército (1837)

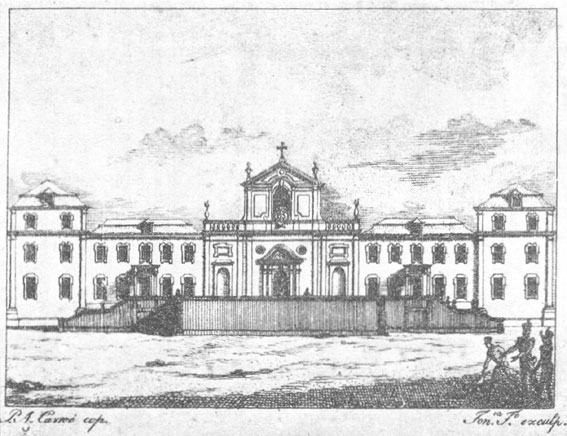
Edifício do antigo Colégio da Cotovia, sede da Escola do Exército até 1843.

A Escola do Exército (EE) é estabelecida em 1837, por transformação da Academia Real de Fortificação, Artilharia e Desenho.
No âmbito das reformas militares do novo Regime Constitucional Português, o visconde de Sá da Bandeira apresenta um relatório sobre a necessidade de uma reforma radical do ensino militar, onde refere "Na academia de fortificação, artilheria e desenho, que deve tomar a denominação de escóla do exercito, por exprimir assim mais propriamente o fim para que foi instituida, se ensinarão daqui em diante, com methodo e conveniente extensão, não só todas as disciplinas, que já se estudavam na academia; mas também outros muitos ramos de conhecimentos, sem os quaes a instrucção militar commum, e a especial para algumas armas, continuaria a ser deficiente".
Assim, por Decreto de 12 de janeiro de 1837 da Rainha D. Maria II, a antiga Academia Real de Fortificação, Artilharia e Desenho é profundamente reorganizada e passa a designar-se "Escola do Exército". Apesar de não se tratar da criação de uma nova escola e sim da reforma e alteração de designação de uma escola já existente, o dia 12 de janeiro de 1837 passou a ser comemorado, até aos dias de hoje, como o dia da atual Academia Militar, dado que o seu fundador e ex-comandante (foi aluno da ARFAD), o Marquês de Sá da Bandeira, é o Patrono.
Para além de se destinar a formar os oficiais das diferentes armas do Exército, a EE foi organizada para formar também engenheiros civis. Foram estabelecidos os seguintes os cursos especiais: de estado-maior (com a duração de dois anos), de engenharia militar e artilharia (três anos) e de infantaria e cavalaria (um ano). Para além daqueles, era ministrado um curso de engenharia civil (dois anos).
Os alunos destinados ao estado-maior e arma de engenharia eram promovidos ao posto de alferes aluno no primeiro de matrícula na EE e os destinados à arma de artilharia eram promovidos ao mesmo posto no segundo ano de matrícula. Ao completarem com aproveitamento os respetivos cursos militares, os alunos de estado-maior eram promovidos a alferes efetivos de  cavalaria ou infantaria (segundo a arma que escolhecem), os de engenharia e artilharia eram promovidos a segundos-tenentes e os de cavalaria e infantaria eram promovidos a alferes das respetivas armas.
O acesso aos diversos cursos da EE implicava a realização de estudos preparatórios na Escola Politécnica de Lisboa. Esta foi estabelecida na mesma altura, também na dependência do Ministério da Guerra, por transformação da anterior Academia Real da Marinha, que já ministrava os estudos preparatórios para acesso à antiga ARFAD. Para acesso específico à EE, a Escola Politécnica dispunha dos seguintes cursos preparatórios: de estado-maior, engenharia militar e engenharia civil (quatro anos), de artilharia (três anos) e de infantaria e cavalaria (um ano).

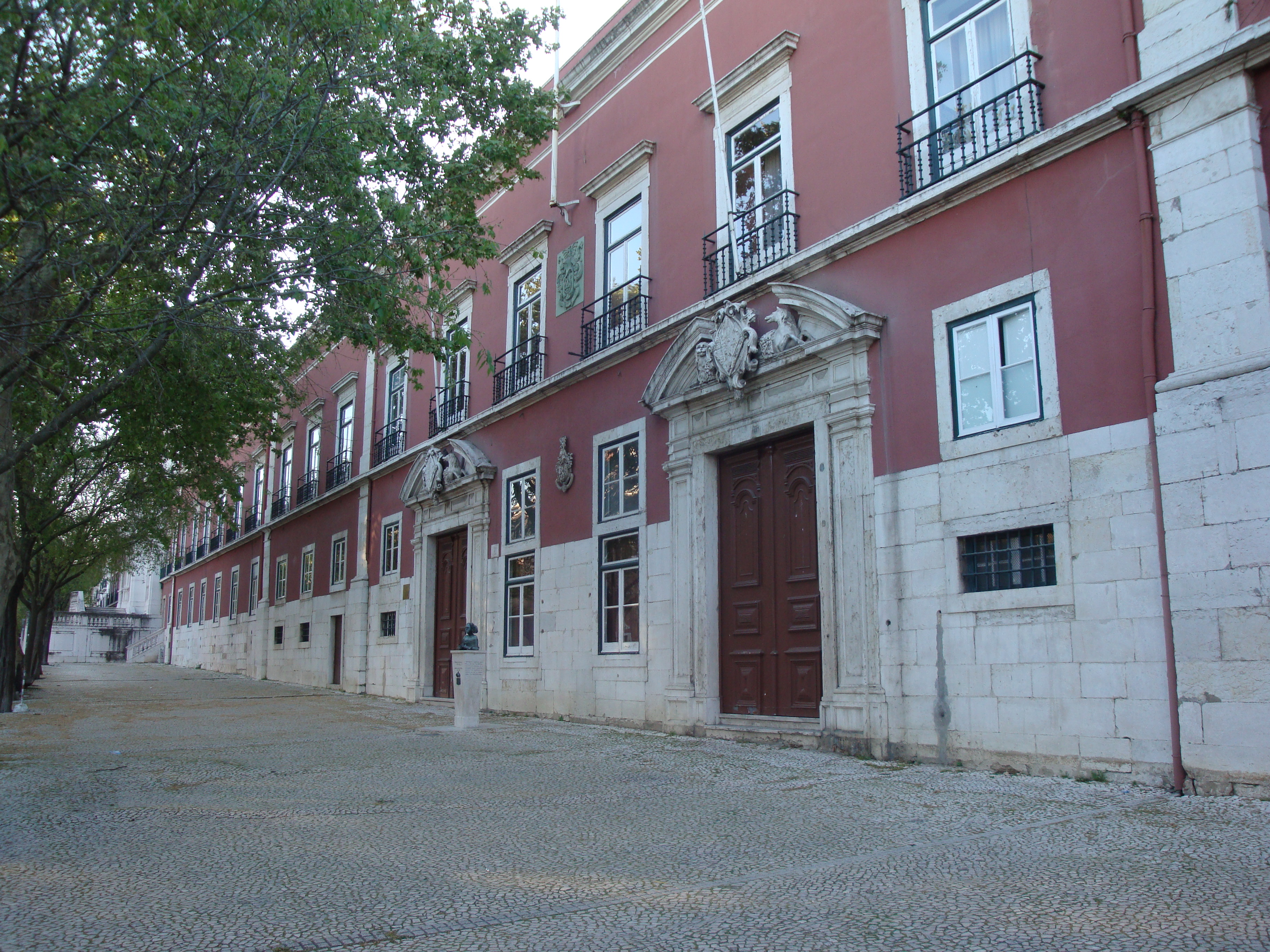
Fachada o Palácio da Bemposta voltada para a Rua do Paço da Rainha.

Até 1843, EE continuou a ocupar as instalações do antigo Colégio da Cotovia, que compartilhava com a Escola Politécnica. Nesse ano, um grave incêndio destruiu o edifício, sendo a EE instalada provisoriamente numa casa do Pátio da Pimenta até 1844, altura em que foi instalada no Palácio dos Condes de Murça. Em 1851, por concessão da Rainha D. Maria II, a EE é instalada no Palácio da Bemposta, o qual ainda hoje serve de sede à atual Academia Militar.
O ensino na EE é sucessivamente reorganizado em 1863, 1884, 1890, 1892 e 1897. No âmbito das várias reformas, destaca-se o aumento de duração para dois anos do curso de infantaria e cavalaria, a admissão a este curso passar a poder ser feita através da habilitação com o curso completo do Colégio Militar ou dos liceus, a criação dos cursos separados de engenharia militar e de artilharia (em substituição do anterior curso único para as duas armas), a equivalência das disciplinas da Universidade de Coimbra e da Academia Politécnica do Porto correspondentes às da Escola Politécnica de Lisboa para efeitos de admissão, a criação do curso de habilitação de administração militar, a transformação do curso de engenharia civil em curso de engenharia civil e minas e a do curso de estado-maior ter passado a ser um curso de pós-graduação (só acessível a oficiais já habilitados com um curso de outra arma).
No âmbito da reforma de 1884, os alunos da EE passam a designar-se "aspirantes a oficial". Em 1890, os alunos dos cursos de infantaria, artilharia, cavalaria e engenharia passaram a constituir o Corpo de Alunos, recebendo a graduação e a designação de "primeiros-sargentos cadetes", em substituição da de "aspirantes".

### Escola de Guerra
A Escola de Guerra (EG) surge pela reorganização da EE, através do Decreto de 25 de maio de 1911, na sequência da reforma do Exército Português estabelecida após a implantação da república.

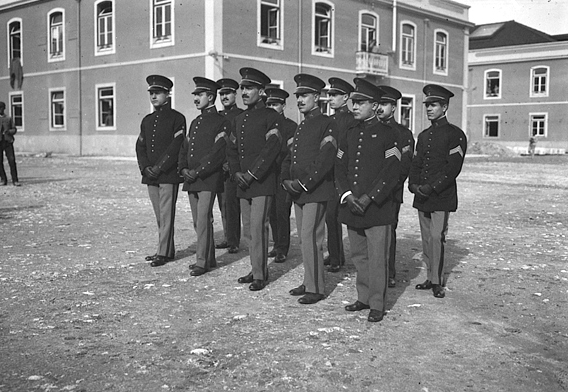
Alunos da Escola de Guerra, em meados da década de 1910.

No âmbito da nova organização, a EG passa a ser uma escola exclusivamente militar, o que implicou deixar de ali ser ministrado o curso de engenharia civil e de minas, bem como implicou a reforma do curso de engenharia militar de modo a dar-lhe um caráter puramente militar. Da nova organização destaca-se também a separação entre os cursos de artilharia de campanha e de artilharia a pé, reflectindo a mesma separação estabelecida para a arma de artilharia pela nova organização do Exército. Para além de funções tácticas e serviço da artilharia de sítio, praça e costa, o curso de artilharia a pé destinava-se a preparar os oficiais para o exercício de funções técnicas nos estabalecimentos fabris militares, sendo por isso semelhante ao curso de engenharia militar. É estabelecido também o curso especial do serviço de saúde, destinado a ministrar a formação militar aos oficiais médicos admitidos ao quadro permanente. A organização da EG estabelece então a existência dos seguintes cursos: de estado-maior (dois anos), de artilharia a pé (dois anos), de engenharia militar (dois anos), de artilharia de campanha (dois anos), de infantaria (dois anos), de administração militar (dois anos) e especial do serviço de saúde (dois meses).
A admissão aos cursos das várias armas e de administração militar obrigava à realização de estudos preparatórios em universidades (para os cursos de infantaria, de cavalaria e de artilharia de campanha), em universidades e escolas de engenharia (para os cursos de engenharia militar e de artilharia a pé) e em universidades ou estabelecimentos de ensino superior comercial (para o curso de administração militar). A admissão ao curso de estado-maior obrigava à habilitação com o curso de qualquer arma e ter o posto de tenente ou capitão. A admissão ao curso especial do serviço de saúde implicava que o candidato fosse alferes médico miliciano e tivesse sido apurado no concurso para alferes médico do quadro permanente.
Os alunos da EG - que não fossem já oficiais - tinham a graduação e a designação de "primeiros-sargentos alunos", estando sujeitos ao regime de internado e consituiam o Corpo de Alunos.
Em virtude do início da Primeira Guerra Mundial e da consequente necessidade urgente de oficiais para o Exército, a 4 de abril de 1916, foi decretado um regime transitório para a EG, no qual cada ano letivo dos cursos ali ministrados foi reduzido para seis meses.

### Escola Militar
A Escola Militar (EM) foi instituída e organizada pelo Decreto n.º 5787-4 U de 10 de Maio de 1919, por transformação da Escola de Guerra. Entre os objetivos principais da instituição da EM esteve o da cessão do regime transitório em que vigorava a EG, em virtude da Primeira Guerra Mundial e o de permitir que os estudos preparatórios - antes realizados em outras instituições de ensino superior - se passassem a fazer na própria Escola. O cumprimento destes objectivos levou ao aumento da duração de todos cursos.
Os cursos ministrados na EM e respectiva duração eram então os seguintes: de estado-maior (três anos), de engenharia militar (quatro anos), de artilharia a pé (quatro anos), de artilharia de campanha (três anos), de cavalaria (três anos), de infantaria (três anos) e de administração militar (três anos). A admissão aos cursos de engenharia militar e de artilharia a pé continuava a obrigar à prévia realização de algumas disciplinas técnicas e científicas numa universidade. Já a admissão aos cursos de artillharia de campanha, de cavalaria e de infantaria e ao curso de administração militar podia ser feita apenas com a habilitação, respectivamente, com o curso complementar de ciências dos liceus e com o curso comercial dos institutos comerciais. A admissão ao curso de estado-maior obrigava à habilitação com o curso de qualquer arma, a ter o posto de tenente ou capitão e à habilitação com os três anos dos preparatórios de qualquer universidade.
Os alunos da EM tinham a graduação e a designação de "aspirantes".
Pela Lei n.º 1479 de de 25 de Outubro de 1923, a EM passou a conferir o diploma de engenheiro industrial aos oficiais habilitados com o curso de artilharia a pé, bem àqueles habilitados com o antigo curso de artilharia da Escola do Exército. Estes oficiais eram responsáveis pelo exercício de funções técnicas no Arsenal do Exército. Os oficias diplomados como engenheiros industriais poderiam depois especializar-se em engenharia civil, de minas, mecânica, eletrotécnica ou química, através da realização de cadeiras específicas no Instituto Superior Técnico ou na Faculdade Técnica do Porto. Mais tarde, pelo Decreto n.º 11 988 de 26 de julho de 1926, estes oficiais deixaram de se designar "engenheiros industriais" e passaram a designar-se "engenheiros fabris do Exército".
O Decreto n.º 13 645 de 12 de maio de 1927 reorganiza, para funcionar a título permanente, a Escola Central de Oficiais, para onde é transferida a responsabilidade de ministrar o curso de estado-maior. A Escola Central de Oficiais fica também responsável por ministrar os cursos de informação para promoção aos postos de capitão, de major, de coronel e de general.
A organização da EM foi remodelada pelo Decreto n.º 16 141 de 14 de novembro de 1928, na sequência das reformas militares implementadas após a Revolução de 28 de Maio de 1926. O mesmo decreto cria a Escola de Quadros adjunta à Escola Prática de Infantaria e extingue a Escola Central de Oficiais. Os cursos ministrados passaram a estar divididos entre cursos preparatórios e cursos complementares. Anexos à EM passaram a funcionar os cursos de informação para promoção de oficiais, até aí ministrados pela Escola Central de Oficiais.
Os cursos preparatórios da EM ficaram sendo então os seguintes: de infantaria (dois anos), de artilharia (três anos), de cavalaria (dois anos), de engenharia (quatro anos) e de administração militar (dois anos). O novo curso preparatório de artilharia substituiu os anteriores cursos separados de artilharia a pé e de artilharia de campanha, refletindo a reunificação daqueles dois ramos da arma de artilharia na nova organização do Exército. A matrícula nos cursos preparatórios era precedida pela frequência da Escola de Quadros, durante um ano, onde os candidatos fariam a escola de recruta, instrução militar geral, exercícios táticos e instrução especializada relativa às armas ou serviços a que estavam destinados. A admissão aos cursos das armas continuava a obrigar à prévia aprovação num determinado número de disciplinas das universidades e do Instituto Superior Técnico e a admissão ao curso de administração militar obrigava à prévia habilitação com um curso médio ou superior comercial.
Como cursos complementares, a EM ministrava o curso de artilharia e o de estado-maior. A admissão ao curso complementar de artilharia obrigava à habilitação com o curso preparatório de artilharia, à aprovação em disciplinas adicionais das universidades e do Instituto Superior Técnico e a ter um posto não superior ao de capitão. A admissão ao curso de estado-maior tinha como condições, entre outras, a de ser oficial de qualquer arma com o posto de tenente ou capitão, ter quatro anos de serviço efetivo, ter muito boas informações dos seus comandantes e estar habilitado em matérias de várias cadeiras ministradas nas faculdades de letras ou de direito.
Os alunos da EM - bem como os da Escola de Quadros - passaram a ter a designação geral de "cadetes".
Pelo Decreto n.º 18 855 de 15 de Setembro de 1930, na EM, foi criado o curso complementar técnico de artilharia, destinado a complementar a preparação técnica dos oficiais habilitados com o antigo curso de artilharia de campanha, de modo a ficarem em igualdade de condições com os oficiais com os antigo curso de artilharia da EE, com antigo curso de artilharia a pé da EG e EM e com o novo curso de artilharia da EM, podendo assim passar exercer funções de engenheiros nos estabelecimentos fabris militares. Os oficiais com o curso complementar técnico de artilharia receberiam a habilitação de engenheiros fabris do Exército.

### Escola do Exército (1937)
A partir da reorganização do Exército de 1937, é retomada a antiga designação "Escola do Exército", em substituição da designação "Escola Militar". A designação "Escola do Exército" é formalizada definitivamente através da Nota n.º 1809 de 26 de julho de 1938, do Ministério da Guerra.
Através do Decreto n.º 29 155 de 19 de novembro de 1938, na EE, é criado o curso de aeronáutica militar (três anos), destinado a preparar os candidatos a oficiais da arma de aeronáutica. A admissão ao curso, obrigava à prévia aprovação em diversas disciplinas universitárias e do Instituto Superior Técnico, bem como à conclusão com aproveitamento do 1º ciclo do curso de pilotos aviadores milicianos da Escola Militar de Aeronáutica. Até então, os futuros oficiais da aeronáutica militar (tornada arma independente em 1924) tinham de se habilitar com um curso de qualquer outra arma do Exército, ingressando primeiro nessa arma e só depois de preparação especial passando à arma de aeronáutica.

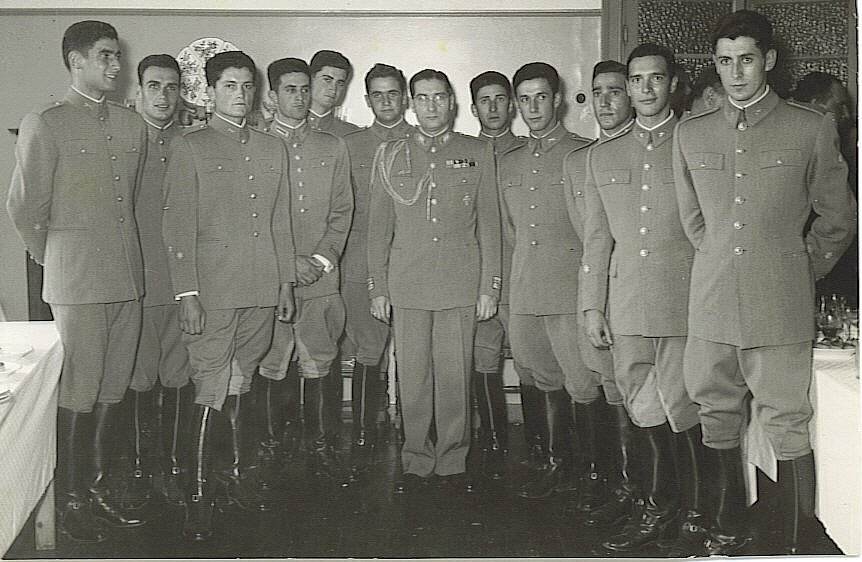
Cadetes-alunos da Escola do Exército, 1955.

A EE foi reorganizada pelo Decreto n.º 30 874 de 13 de novembro de 1940. A reorganização teve como fim principal melhor ajustar a preparação de oficiais à Lei de Recrutamento e Serviço Militar de 1937, sendo que para esse fim tinha sido também organizado alguns meses antes o Instituto de Altos Estudos Militares. Pretendia-se que a EE se focasse apenas em dar a formação técnica militar necessária aos seus alunos para exercício da profissão como oficiais subalternos. A formação complementar dos oficiais - incluindo aquela necessária para ascender aos postos hierárquicos superiores - deveria ser dada nas escolas práticas das armas e no Instituto de Altos Estudos Militares. Igualmente, especializava-se o ensino da EE apenas nas ciências militares, deixando a mesma de ministrar disciplinas de engenharia. Como tal, os dois primeiros anos do curso de engenharia militar passariam a ser feitos no Instituto Superior Técnico e só os dois últimos seriam feitos na EE.
Os cursos ministrados na EE eram então os seguintes: de infantaria (dois anos), de cavalaria (dois anos), de artilharia (três anos), de engenharia militar (quatro anos), de aeronáutica (dois anos) e de administração militar (dois anos). A matrícula nos cursos das diversas armas obrigava à habilitação prévia em diversas cadeiras universitárias, que variavam conforme o curso. No caso da engenharia militar, a aprovação nos três primeiros anos do curso de engenharia civil do Instituto Superior Técnico poderia substituir as cadeiras universitárias necessárias. A matrícula no curso de administração militar obrigava à prévia habilitação com o curso de contabilista dos institutos comerciais ou, em alternativa, com o curso dos liceus e com diversas cadeiras do Instituto Superior de Ciências Económicas e Financeiras. Os oficiais com os cursos de artilharia, de engenharia e de aeronáutica poderiam vir a adquirir as habilitações de engenheiros fabris ou de engenheiros aeronáuticos em escolas nacionais ou estrangeiras da especialidade.
Os alunos da EE passaram a ter a designação de "cadetes alunos". Os alunos oriundos do Colégio Militar, para posterior matrícula na EE, também integravam o Corpo de Alunos desta, tendo a simples designação de "cadetes".
O curso de artilharia estabelecido em 1940, foi considerado como sendo demasiado extenso e demasiado exisgente no que dizia respeito à preparação científica a que obrigava, levando a uma sua reduzida frequência, que não garantia o preenchimento do quadro permamenente de oficiais daquela arma. Como tal, pelo Decreto-Lei n.º 37 135 de 5 de novembro de 1948, foi substituído pelo curso geral de artilharia (dois anos) e pelo curso complementar de artilharia (um ano). O segundo curso destinava-se a complementar a formação técnica dos oficiais habilitados com o curso geral, para uma sua posterior habilitação como engenheiros de armamento em escolas nacionais ou estrangeiras.

### Academia Militar
A Academia Militar foi criada pelo Decreto-lei n.º 42 151 de 12 de Fevereiro de 1959, como estabelecimento de ensino superior destinado a formar oficiais para os quadros permanentes do Exército e da Força Aérea, substituindo a Escola do Exército, que foi então extinta. A sua criação enquadrava-se num plano, mais abrangente, para unificar tanto quanto o possível a preparação dos oficiais dos três ramos das Forças Armadas, que passaria a ser feita num único agrupamento de estabelecimentos de ensino. Contudo, na primeira fase, a AM prepararia apenas os oficiais do Exército e da Força Aérea, mantendo-se a preparação dos oficiais da Marinha a ser feita pela Escola Naval. A nova designação "Academia Militar", além de se referir a uma tradição antiga, reflectia o facto de não se tratar de uma escola destinada a preparar apenas oficiais para o Exército, mas sim uma escola destinada a preparar oficiais para vários ramos das Forças Armadas.
Os cursos foram profundamente remodelados, reflectindo a nova organização do Exército, a criação e organização da Força Aérea e os recentes desenvolvimentos da estratégica e tecnologias militares, relacionados com o final da Segunda Guerra Mundial e a criação da NATO. Passaram a ministrar-se os seguintes cursos: de infantaria (quatro anos), de artilharia (quatro anos), de cavalaria (quatro anos), de transmissões (quatro anos), de administração militar (quatro anos), de aeronáutica militar (quatro anos), de engenharia militar (sete anos), de engenharia electrotécnica militar (sete anos), de engenharia mecânica militar (sete anos) e de engenharia aeronáutica militar (sete anos). Os cursos de administração militar, de engenharia militar e de engenharia electrotécnica militar estavam, cada um deles, dividido em dois ramos, um de preparação específica para o Exército e o outro para a Força Aéreas. Os 5.º, 6.º e 7.º anos dos cursos de engenharia seriam frequentados no Instituto Superior Técnico e ou numa outra escola de engenharia apropriada. Os novos cursos de engenharia mecânica e eletrotécnica para o Exército e de transmissões, destinavam-se a preparar oficiais, respectivamente, para o novo serviço de material e para a nova arma de transmissões. Os oficiais engenheiros do serviço de material destinavam-se assumir a maioria das funções técnicas que até então eram desempenhadas pelos oficiais de artilharia habilitados como engenheiros fabris ou de armamento, sendo por isso extinto o curso complementar de artilharia que dava acesso àquelas habilitações.
Os alunos da AM - que não fossem já oficiais milicianos - tinham a denominação de "cadetes" durante a frequência dos primeiros quatro anos dos vários cursos. Ao ingressarem no 5º ano dos cursos de engenharia ou ao iniciarem o tirocínio dos restantes cursos, os alunos eram promovidos a alferes-alunos, passando a ser considerados oficiais-alunos. Os oficiais-alunos dos cursos de engenharia eram ainda promovidos a tenentes-alunos no início do respetivo tirocínio. Conforme o seu posto, os alunos oficiais milicianos tinham a denominação de "aspirante-aluno", "alferes-aluno" ou "tenente-aluno".
Estava prevista a instalação da AM na área da Base Naval no Alfeite, no âmbito do plano que igualmente previa que a mesma também viesse a preparar futuramente os oficiais da Marinha. Entretanto, continuou a estar sediada no Palácio da Bemposta, mas passou a dispor de um segundo aquartelamento na Amadora.
O plano curricular e a duração dos vários cursos da AM foi objecto de várias alterações transitórias, durante a década de 1960, com o objectivo de suprir as necessidades urgentes de oficiais subalternos do Exército e Força Aérea, face ao início da Guerra do Ultramar em 1961 e ao seu alastramento do teatro de operações de Angola, para os teatros de operações da Guiné e de Moçambique. Os cursos de infantaria, cavalaria, artilharia e aeronáutica foram reduzidos. O curso de transmissões foi transformado em curso de engenharia electrónica militar, passando em seguida a curso de engenharia electrotécnica militar - ramo da arma de transmissões.
Através da Portaria nº 26/71 de 26 de Janeiro de 1971, é criado o curso especial de aeronáutica (dois anos), destinado aos oficiais milicianos pilotos aviadores que desejassem e fossem considerados merecedores de ingressar no quadro permanente da Força Aérea.
Pela Portaria n.º 160/71 de 25 de Março de 1971, dos ministros do Exército e da Educação Nacional, os planos dos vários cursos de engenharia da AM são reformulados, com o fim de os harmonizar com a nova organização dos cursos de engenharia das universidades civis que havia sido estabelecida em Novembro de 1970. Segundo a nova organização, os cursos são reduzidos em um ano, mantendo-se a ser parcialmente ministrados no Instituto Superior Técnico.
Os cursos de engenharia da AM passaram a ser ministrados integralmente na mesma, segundo o disposto pelo Decreto-lei n.º 571/72 de 29 de Dezembro de 1972. O mesmo decreto-lei também previa que estes cursos pudessem vir a ser frequentados por alunos civis.
A estrutura orgânica e académica da AM foi reorganizada pelo Decreto n.º 678/76 de 1 de Setembro de 1976. Pela primeira vez, a AM passou a conferir graus académicos, em igualdade de circunstâncias com as universidades civis.
Passaram a existir os seguintes cursos de formação de oficiais para o Exército: de infantaria, de artilharia, de cavalaria, de engenharia, de transmissões, do serviço de administração militar, do serviço de material e do serviço de saúde. Para a Força Aérea, os cursos eram os seguintes: de pilotagem aeronáutica, de engenharia aeronáutica, de engenharia electrotécnica, de engenharia de aeródromos e de intendência e contabilidade. Todos os cursos - com excepção dos de engenharia e do serviço de saúde - passaram a ter uma duração de cinco anos. Todos eles conferiam o grau académico de licenciado em ciências militares.
O plano inicial de fazer da AM uma escola superior para os oficiais dos vários ramos das Forças Armadas é definitivamente abandonado com a criação da Academia da Força Aérea, através do Decreto-Lei n.º 27/78 de 27 de Janeiro. Esta começa a funcionar no dia 1 de Fevereiro de 1978, com o terceiro ano do curso de aeronáutica militar. Os restantes cursos da Força Aérea são progressivamente transferidos, da AM para a Academia da Força Aérea, até ao ano lectivo de 1991/1992.
Através do Decreto-Lei n.º 116/93 de 13 de Abril, os cursos destinados à formação de oficiais da arma de transmissões e do serviço de material voltam a ser cursos de engenharia. Assim, o curso de transmissões é substituído pelo curso de engenharia electrotécnica militar na especialidade de transmissões e o curso de material é substituído pelos cursos de engenharia mecânica militar na especialidade de material e de engenharia electrotécnica militar na especialidade de material. O curso de engenharia é transformado no curso de engenharia militar na especialidade de engenharia. Os cursos de engenharia da AM deixam de conferir o grau académico de licenciado em ciências militares e passam a conferir os graus de licenciado em engenharia militar, licenciado em engenharia electrotécnica militar e licenciado em engenharia mecânica militar, conforme a especialidade.
Através da Portaria n.º 162/99 de 10 de Março, as escolas de ensino superior militar são autorizadas a conferir diplomas de formação militar complementar de licenciaturas na área da saúde. A AM passa a conferir diplomas de formação militar complementar das licenciaturas em farmácia, em medicina, em medicina dentária e em medicina veterinária. A formação conducente ao grau de licenciado seria ministrada numa universidade pública em protocolo com a AM, no qual também seria estabelecido o número de vagas disponíveis e as condições de acesso. Os alunos admitidos ao curso de formação militar complementar da AM, seriam simultaneamente admitidos ao curso de licenciatura respectiva.
Na sequência da implementação, em Portugal, do sistema de graus académicos em harmonia com a Declaração de Bolonha, os graus conferidos nos diversos cursos - das escolas de ensino superior militar - foram ajustados pela Portaria n.º 1099/2009 de 24 de Setembro. No que diz respeito à AM, para além da transformação dos já anteriormente existentes cursos de licenciatura em mestrados integrados, passam a ser ministrados cursos específicos para formação dos oficiais da Guarda Nacional Republicana. A AM passou então a conferir o grau académico de mestre em ciências militares nas especialidades de infantaria, artilharia, cavalaria e segurança (GNR), em administração militar, em administração da GNR, em engenharia militar, em engenharia electrotécnica militar nas especialidades de transmissões e material e em engenharia mecânica militar.
Para além do ensino superior universitário, a AM assumiu também responsabilidade por ministrar cursos do ensino superior politécnico, com a consequente extinção da Escola Superior Politécnica do Exército. Estes cursos destinavam-se principalmente à preparação de sargentos para poderem aceder à categoria de oficiais de vários quadros, serviços e especialidades do Exército, conferindo o grau de licenciado em tecnologias militares Exército. No entanto, os cursos politécnicos nunca chegaram a ser activados na AM.
Também os diplomas de formação militar complementar foram ajustados pela Portaria n.º 1380/2009 de 2 de Novembro, passando a AM a conferir diplomas de formação militar complementar dos mestrados em ciências farmacêuticas, em medicina, em medicina dentária e em medicina veterinária. Os cursos de mestrado em engenharia, bem como os cursos de formação militar complementar são comuns para o Exército e para a GNR.
Paralelamente, a AM passou a ministrar vários cursos de pós-graduação, alguns deles abertos à frequência de alunos civis. São os casos dos mestrados em "liderança, pessoas e organizações" ou em "guerra da informação".
O regulamento da Academia Militar consta da Portaria n.º 22/2014, de 31 de janeiro (Diário da República nº 194 - 2.ª série. Exército - Gabinete do Chefe do Estado-Maior do Exército. Lisboa).
Com a reforma do Ensino Superior Militar (Decreto-Lei n.º 249/2015 de 28 de outubro. Diário da República nº 211 - 1.ª série. Ministro da Defesa Nacional. Lisboa - que cria também o Instituto Universitário Militar), a AM passou a ser um estabelecimento de ensino superior universitário militar, integrado no Instituto Universitário Militar (IUM) como unidade orgânica autónoma universitária, na dependência hierárquica do Chefe do Estado-Maior do Exército e na dependência funcional do comandante do IUM.
O ensino superior militar, no qual se integra a atividade de excelência da AM, visa a preparação de quadros altamente qualificados no âmbito das ciências militares, com competências e capacidade para comandar, dirigir e chefiar em situações de risco e incerteza próprias das missões das Forças Armadas e da GNR, em resposta às exigências da segurança e da defesa nacional, através de:
a) Uma formação científica de base de índole técnica e tecnológica, destinada a proporcionar as qualificações profissionais indispensáveis ao exercício de funções no âmbito de cada uma das especialidades das Forças Armadas e da GNR;
b) Uma formação comportamental consubstanciada numa sólida educação militar, moral e cívica, tendo em vista desenvolver nos alunos qualidades de comando, direção ou chefia e estado -maior inerentes à condição militar;
c) Uma formação e treino militar e uma adequada preparação física, conferindo aos alunos a aptidão física e psíquica imprescindível ao exercício das suas funções como futuros oficiais.

## Comandantes
1. General Adriano Maurício Guilherme Ferreri (1841–1851)
2. General Bernardo de Sá Nogueira de Figueiredo, 1.º Marquês de Sá da Bandeira (1851–1876)
3. General Fortunato José Barreiros (1876–1884)
4. General José Frederico Pereira da Costa (1884–1893)
5. General Luís de Souza Folque (1893–1894)
6. General Francisco Maria da Cunha (1895–1896 e 1898–1900)
7. General José Cabral Gordilho d'Oliveira Miranda (1896)
8. General Luís de Souza Folque (1893–1894)
9. General Januário Correia de Almeida, Conde de S. Januário (1896–1897)
10. General Pedro Coutinho da Silveira Ramos (1897–1898)
11. General José Lúcio Travassos Valdez, Conde do Bonfim (1900–1902)
12. General António Vicente Ferreira de Montalvão (1902–1906)
13. General Alberto Ferreira da Silva Oliveira (1906)
14. General Sebastião Custódio de Souza Teles (1906–1908)
15. General Luís Augusto Pimentel Pinto (1908–1910)
16. General José Estevão de Moraes Sarmento (1910–1917)
17. General Teófilo José da Trindade (1918–1919)
18. General Abel Hipólito (1919–1928)
19. General Roberto da Cunha Baptista (1928–1932)
20. General Adolfo Cézar Pina (1932-1935)
21. General José Vicente de Freitas (1935-1939)
22. General António Maria de Freitas Soares (1940-1947)
23. General Álvaro Teles Ferreira de Passos (1947-1949)
24. Brigadeiro António Henriques da Silva (1950-1952)
25. General Alexandre Gomes de Lemos Corrêa Leal (1952-1956)
26. Brigadeiro Emírcio Leão Maria Magno Teixeira Pinto (1957-1958)
27. General Humberto Buceta Martins (1958-1966)
28. General Alberto Andrade e Silva (1966-1968)
29. General António Amaro Romão (1968-1974)
30. General Manuel Maria Delgado e Silva (1974-1975)
31. Major graduado em General Duarte Pinto Soares (1975)
32. General Pedro Alexandre Gomes Cardoso (1975-1977)
33. Brigadeiro Renato Fernando Marques Pinto (1977-1980)
34. General Carlos José Machado Alves Morgado (1980-1981)
35. General Gonçalo Nuno de A. Sanches da Gama (1981-1984)
36. General António Avelino Pereira Pinto (1984-1987)
37. General Abel Cabral Couto (1987-1989)
38. General João de Almeida Bruno (1989-1993)
39. General João Manuel Soares de Almeida Viana (1993-1994)
40. General Rui Xavier Lobato de Faria Ravara (1995)
41. General Frutuoso Pires Mateus (1995-1999)
42. Tenente-General Luís Miguel da Costa Alcide d'Oliveira (1999-2001)
43. Tenente-General Silvestre António Salgueiro Porto (2001-2004)
44. Tenente-General Carlos Alberto de Carvalho dos Reis (2004-2006)
45. Tenente-General Luís Nelson Ferreira dos Santos (2006-2007)
46. Tenente-General Fernando Manuel Paiva Monteiro (2007-2011)
47. Tenente-General Vítor Manuel Amaral Vieira (2011-2013)
48. Tenente-General José António Carneiro Rodrigues da Costa (2013-2016)
49. Major-General João Vieira Borges (2016–2020)
50. Tenente-General Luís António Morgado Baptista (2020–2022)
51. Major-General João Carlos Loureiro Magalhães (2022–presente)

## Cursos ministrados
A AM ministra ciclos de estudos integrados conferentes do grau de mestre (i.e. cursos para o Exército e GNR), ciclos de estudos conferentes do grau de mestre (i.e. mestrados, 2º ciclo) e ministra, em parceria, ciclos de estudos conferentes do grau de doutor.
Os ciclos de estudos de Mestrados Integrados da Academia Militar, constituem a formação inicial e de acesso à carreira de Oficial dos Quadros Permanentes do Exército ou da Guarda Nacional Republicana, para as suas diferentes Armas e Serviços, associados em quatro grandes áreas científicas: as Ciências Militares, a Administração e Gestão, as Engenharias e a Saúde.
As ciências militares integram as seguintes áreas: a) Estudo das crises e dos conflitos armados; b) Operações militares; c) Técnicas e tecnologias militares; d) Comportamento humano e saúde em contexto militar; e) Estudos de segurança interna e dos fenómenos criminais.
Os cursos de engenharia, de medicina e de medicina veterinária são comuns ao Exército e à GNR. Os cursos de ciências militares, administração e engenharia, conferem o grau de licenciado, respetivamente, em ciências militares, ciências de administração e ciências de engenharia após conclusão dos três primeiros anos. Os 5.º e 6.º anos dos cursos de engenharia são frequentados no Instituto Superior Técnico. A partir do 2.º ano, paralelamente à formação militar complementar recebida na AM, os alunos dos cursos de medicina, medicina dentária, medicina veterinária e ciências farmacêuticas frequentam, respetivamente, a Faculdade de Ciências Médicas da Universidade Nova de Lisboa, a Faculdade de Medicina Veterinária da Universidade de Lisboa, a Faculdade de Medicina Dentária da Universidade de Lisboa e a Faculdade de Farmácia da Universidade de Lisboa.

## Organização
A Academia Militar é comandada por um oficial general, estando diretamente dependendente do Chefe do Estado-Maior do Exército. A organização interna inclui:
- Comando da AM;
- Órgãos de Conselho;
- Direção de Ensino;
- Centro de Investigação, Desenvolvimento e Inovação da Academia Militar (CINAMIL);
- Direção de Serviços Gerais e de Administração;
- Corpo de Alunos.

### CINAMIL
O Centro de Investigação, Desenvolvimento e Inovação da Academia Militar é um centro de investigação, com autonomia técnica e científica, responsável pela realização de projetos de investigação, desenvolvimento e inovação (ID&I) e pela divulgação de conhecimento científico nas áreas com interesse para a segurança e a defesa nacional.
O CINAMIL tem também por missão prestar apoio às atividades de ID&I do Exército e da GNR.

### Corpo de Alunos
O Corpo de Alunos (CAL) é o órgão da AM responsável pelo enquadramento militar e administrativo dos alunos dos cursos de formação de oficiais. Compete-lhe ministrar aos alunos a preparação militar, moral, cívica e física adequadas.
O CAL organiza-se como uma unidade de escalão regimento, composta por três batalhões de alunos, cada qual composto por duas companhias. Para além dos batalhões de alunos, inclui um Departamento de Formação Militar.

## Instalações
A Academia Militar tem as suas instalações distribuídas por dois campus.
No campus de Lisboa (Palácio da Bemposta), encontra-se instalado o Comando da AM e as infraestruturas destinadas à vida e formação dos alunos dos cursos de saúde, dos alunos dos últimos anos dos cursos de engenharia, dos alunos do 5º ano (parte relativa aos TIA), dos alunos das pós-graduações e dos alunos de outros cursos que não os mestrados integrados.
No campus da Amadora (aquartelamento da Amadora), encontram-se as infraestruturas destinadas à vida e formação dos alunos dos restantes anos e cursos.

### Сampus da Amadora

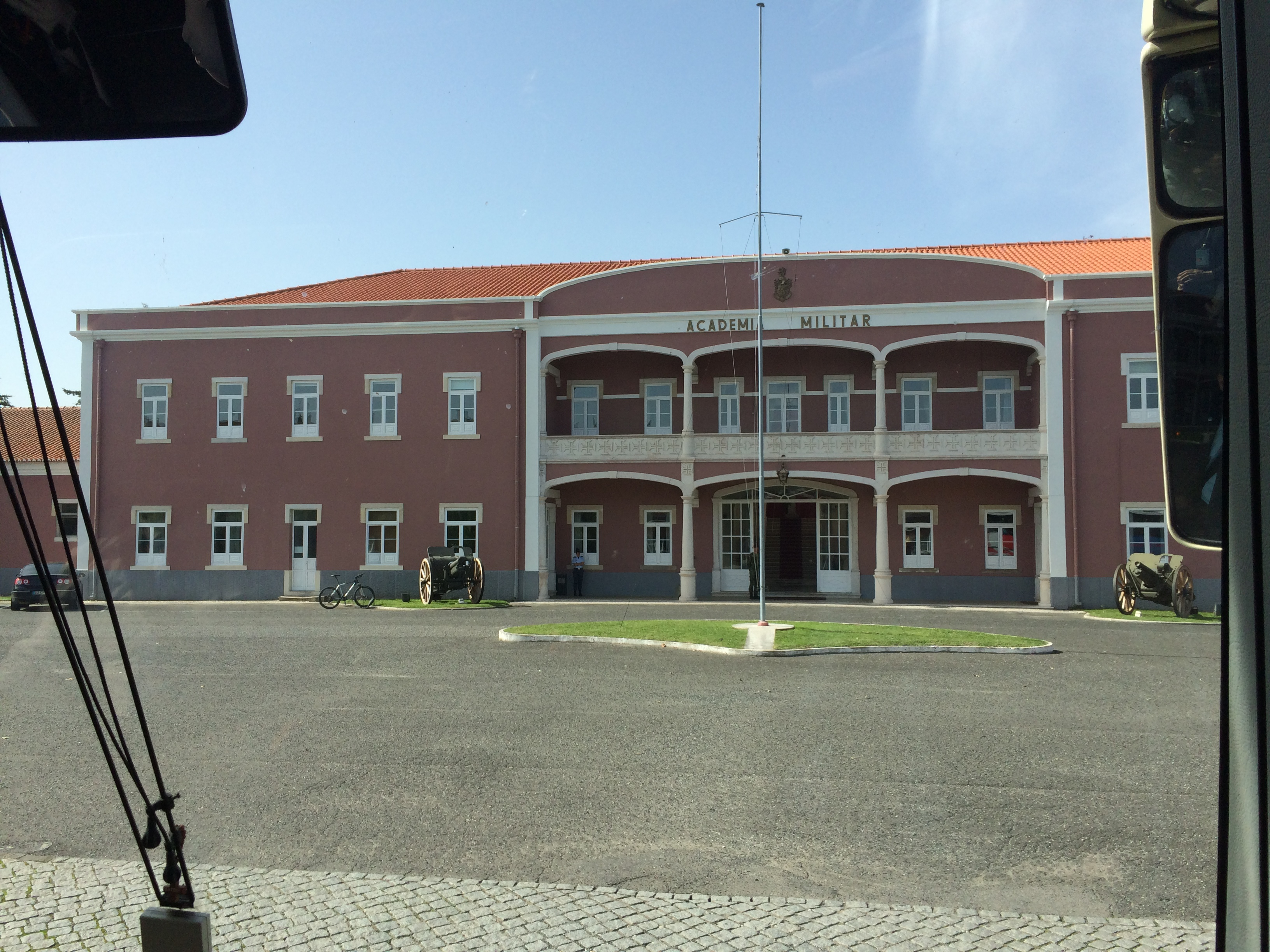
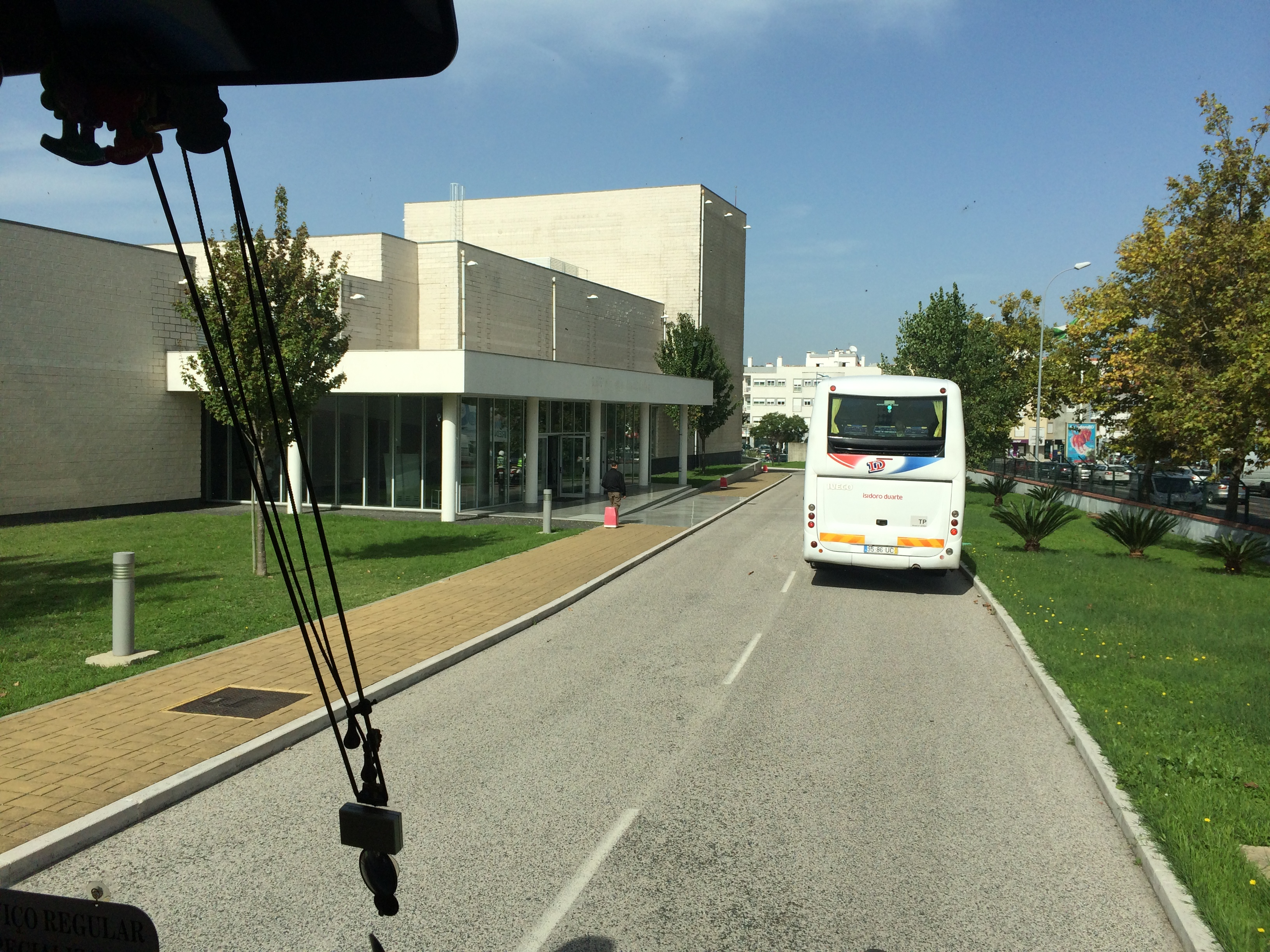
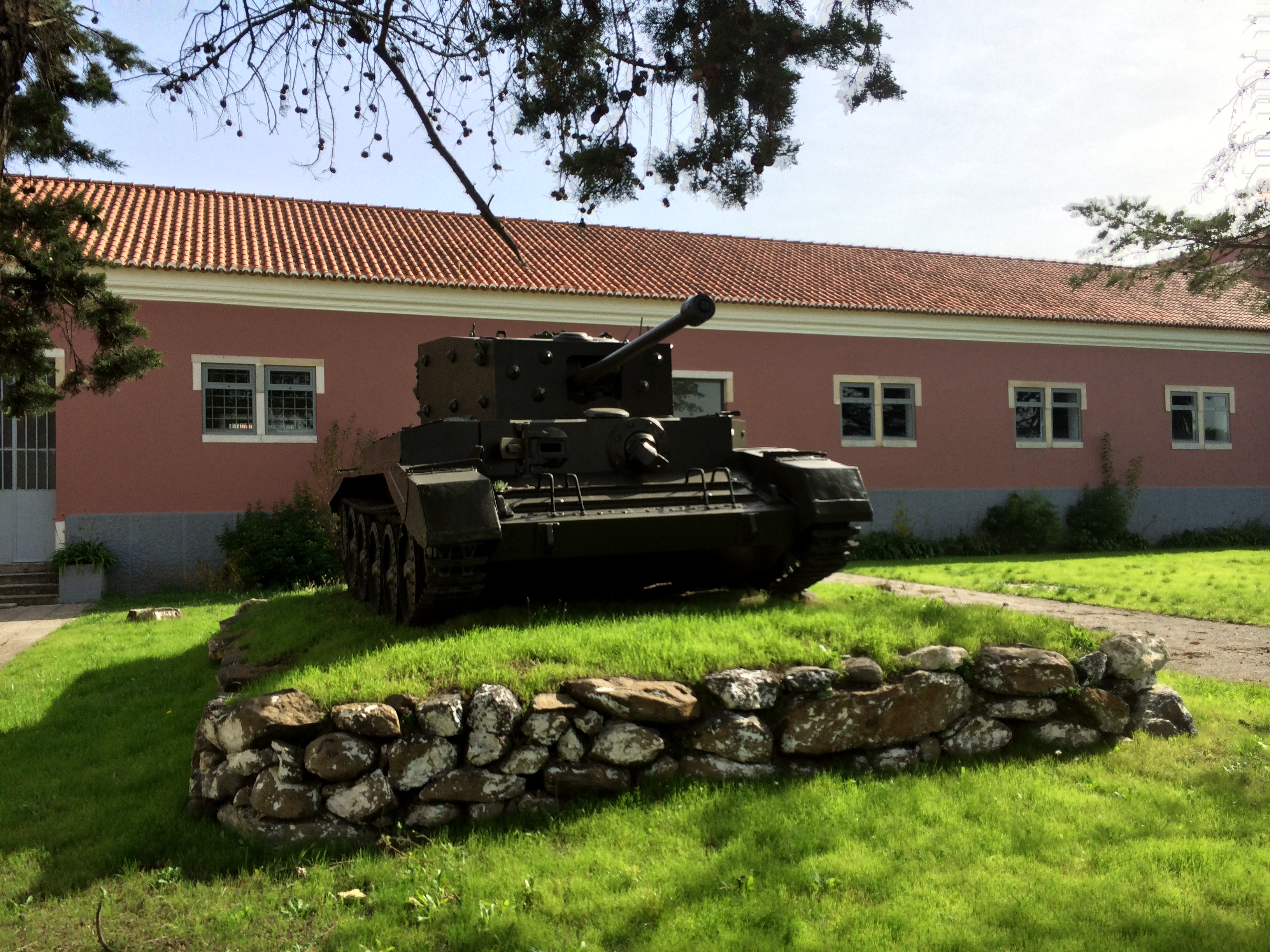

## Designação dos alunos
Os alunos da Academia Militar recebem as seguintes designações:
- Cadete aluno - os alunos do 1.º, 2.º, 3.º e 4.º anos de todos os cursos;
- Aspirante a oficial aluno - os alunos do 5.º ano de todos os cursos;
- Alferes aluno - os alunos do 6.º e 7.º ano dos cursos com uma duração superior a cinco anos (engenharias e saúde)

## Condecorações
A Academia Militar recebeu ao longo da sua história diversas condecorações.
- Grã-Cruz da Ordem do Infante D. Henrique (29 de Maio de 1961)
- Membro-Honorário da Ordem Militar de Sant'Iago da Espada (30 de Julho de 1984)
- Membro-Honorário da Ordem Militar de Avis (2 de Fevereiro de 1987)
- Membro-Honorário da Ordem da Instrução Pública (2 de Janeiro de 2013)
- Membro-Honorário da Ordem Militar de Cristo (12 de janeiro de 2024)